# 手塚裕之
手塚 裕之（てづか ひろゆき）は、日本国及びニューヨーク州弁護士。西村あさひ法律事務所パートナー。

## 人物
国際・国内の商事の訴訟・仲裁を得意とする。T・ブーン・ピケンズによる小糸製作所に対するグリーンメール事件（小糸製作所を代理）などを担当した。買収防衛や国際仲裁等に関する著作多数。

## 略歴
- 1984年 東京大学法学部第一類卒業
- 1986年 司法修習修了（38期）、弁護士登録（第一東京弁護士会）
- 1992年 ハーヴァード・ロー・スクールLL.M.課程修了
- 1992年-1993年 ニューヨークのクリアリー・ゴットリーブ・スティーン&ハミルトンにて勤務
- 1993年1月 ニューヨーク州弁護士登録
- 1993年6月- 西村眞田法律事務所パートナー
- 1997年-1999年 中央大学大学院法学研究科兼任講師
- 2001年- 第一東京弁護士会仲裁センター仲裁人候補者
- 2003年-2005年 法制審議会国際私法（現代化関係）部会幹事
- 2005年-2006年 国際法曹協会（International Bar Association）Legal Practice Division、Arbitration Committee、Secretary
- 2005年 金融審議会金融分科会第一部会専門委員（公開買付制度等ワーキング・グループ委員）
- 2006年- 環太平洋法曹協会（Inter-Pacific Bar Association）Committee Vice-Chairperson、Dispute Resolution and Arbitration
- 2007年-2008年 国際法曹協会仲裁委員会（Arbitration Committee）、Vice-Chair
- 2007年- ニッセイ同和損害保険株式会社社外監査役
- 2007年- 社団法人日本仲裁人協会理事
- 2008年- 昭和電工株式会社社外監査役
- 2008年- 法制審議会国際裁判管轄法制部会臨時委員
- 2008年- 上智大学法科大学院非常勤講師